# Norah Phillips, Baroness Phillips
Norah Mary Phillips, Baroness Phillips JP (Geburtsname: Norah Mary Lusher; * 12. August 1910; † 14. August 1992) war eine britische Politikerin der Labour Party, die 1964 als Life Peeress aufgrund des Life Peerages Act 1958 Mitglied des House of Lords wurde und dort zwischen 1965 und 1970 als erste Frau Parlamentarische Geschäftsführerin der Regierung (Government Whip) war. Darüber hinaus war sie zwischen 1978 und 1986 Lord Lieutenant von Greater London.

## Leben
Norah Lusher war nach einem Studium am Hampton Training College als Lehrerin tätig und engagierte sich bereits frühzeitig bei der Labour Party in Fulham. 1930 heiratete sie den Bergmann und Gewerkschaftsfunktionär Morgan Phillips, der wie sie in der Labour Party in Fulham aktiv war und zwischen 1944 und 1961 Generalsekretär der Labour Party war. Aus der Ehe ging unter anderem die Tochter Gwyneth Patricia hervor, die die Labour Party insgesamt 38 Jahre lang als Abgeordnete im House of Commons vertrat. Diese war wiederum mit dem Labour-Politiker John Dunwoody verheiratet, der von 1966 bis 1970 ebenfalls Abgeordneter im House of Commons war und zwischen 1969 und 1970 als Parlamentarischer Unterstaatssekretär im Gesundheitsministerium fungierte. Deren Tochter Tamsin Dunwoody gehörte von 2003 bis 2007 als Vertreterin der Labour Party für eine Legislaturperiode der National Assembly for Wales als Mitglied an.
Norah Phillips, die sich in der Folgezeit als Mitglied des Stadtrates von London engagierte, gehörte 1935 zu den Mitgründern der Nationalen Vereinigung von Frauenvereinen (National Association of Women’s Clubs) und war zeitweilig auch Friedensrichterin (Justice of the Peace). Seit 1958 war sie Generalsekretärin der National Association of Women’s Clubs und war auch Mitglied des Frauenbeirates der British Standards Institution.
Durch ein Letters Patent vom 21. Dezember 1964 wurde sie aufgrund des Life Peerages Act 1958 als Life Peeress mit dem Titel Baroness Phillips, of Fulham in the County of Greater London, in den Adelsstand erhoben und gehörte damit bis zu ihrem Tod dem House of Lords als Mitglied an.
Bereits kurz nach ihrer Erhebung in den Adelsstand wurde sie als erste Frau Parlamentarische Geschäftsführerin der regierenden Labour-Fraktion im House of Lords und bekleidete diese Funktion mit dem Titel einer Baroness-in-Waiting bis zum Ende der Regierungszeit von Premierminister Harold Wilson bis zum 19. Juni 1970.
Daneben engagierte sie sich für den Verbraucherschutz wie zum Beispiel 1965 als Gründerin des Housewives Trust, eine Organisation zum Erhalt eines besseren Preis-Leistungs-Verhältnis beim Kauf von Waren. 1977 wurde sie Direktorin der Vereinigung zur Vorbeugung von Ladendiebstählen.
Zuletzt wurde Baroness Phillips 1978 Nachfolgerin von Charles Elworthy, Baron Elworthy Lord Lieutenant von Greater London und bekleidete diese Funktion acht Jahre lang bis zu ihrer Ablösung durch Edwin Bramall 1986.